# Чарітон (Айова)
Чарітон (англ. Chariton) — місто (англ. city) в США, в окрузі Лукас штату Айова. Населення — 4193 особи (2020).

## Географія
Чарітон розташований за координатами 41°1′3″ пн. ш. 93°18′34″ зх. д. / 41.01750° пн. ш. 93.30944° зх. д. (41.017574, -93.309448).  За даними Бюро перепису населення США в 2010 році місто мало площу 9,88 км², уся площа — суходіл.

## Демографія
Згідно з переписом 2010 року, у місті мешкала 4321 особа в 1861 домогосподарстві у складі 1109 родин. Густота населення становила 437 осіб/км².  Було 2114 помешкання (214/км²).
Расовий склад населення:
| - 98,7 % — білих - 0,2 % — чорних або афроамериканців - 0,2 % — азіатів - 0,1 % — вихідців з тихоокеанських островів |

До двох чи більше рас належало 0,6 %. Частка іспаномовних становила 1,2 % від усіх жителів.
За віковим діапазоном населення розподілялося таким чином: 24,6 % — особи молодші 18 років, 53,5 % — особи у віці 18—64 років, 21,9 % — особи у віці 65 років та старші. Медіана віку мешканця становила 42,1 року. На 100 осіб жіночої статі у місті припадало 92,0 чоловіків;  на 100 жінок у віці від 18 років та старших — 86,4 чоловіків також старших 18 років.
Середній дохід на одне домашнє господарство  становив 41 691 долар США (медіана — 33 167), а середній дохід на одну сім'ю — 52 301 долар (медіана — 51 786). Медіана доходів становила 40 609 доларів для чоловіків та 27 188 доларів для жінок. За межею бідності перебувало 15,7 % осіб, у тому числі 14,3 % дітей у віці до 18 років та 12,0 % осіб у віці 65 років та старших.
Цивільне працевлаштоване населення становило 1864 особи. Основні галузі зайнятості: освіта, охорона здоров'я та соціальна допомога — 24,9 %, роздрібна торгівля — 24,5 %, виробництво — 8,7 %, будівництво — 5,4 %.